# I dieci gladiatori
I dieci gladiatori è un film del 1963 diretto da Gianfranco Parolini.

## Trama
Un gladiatore soprannominato Roccia e i suoi compagni si uniscono alle armate del patrizio Glauco per rovesciare il regime dell'imperatore Nerone e di Tigellino.
Nel cercare di portare a termine il loro piano, muore ucciso, il loro mentore Rezio e dovranno affrontare un'avventura non prevista per salvare sua figlia Lidia, dove rimarrà vittima pure Roccia, fratello di Lidia.

## Seguiti
Il film ha avuto due seguiti:
- Il trionfo dei dieci gladiatori
- Gli invincibili dieci gladiatori